# Portsmouth FC
Portsmouth FC är en engelsk professionell fotbollsklubb i Portsmouth, grundad 1898. Klubbens hemmamatcher spelas på Fratton Park. Smeknamnet är Pompey.

## Starten
Klubben grundades i april 1898 på ett kontor hos ett juridiskt ombud som låg vid High Street i Portsmouth. En bit mark nära Goldsmith Avenue skulle användas för den blivande klubben. John Brickwood låg i förtjänst som förste ägare. Men att utveckla en ny, professionell, fotbollsklubb i staden var inte självklart. Inflytelsen från Alfred Amatt var viktig då kommittén övertygades att starta en ny klubb av den lokala Royal Artillery Club. Royal Artillerys gäng hade brutit mot amatörreglerna och därför stängdes man av.

## Första tiden som klubb 1898–1911
Marken köptes för fyra pund och 950 pence och en läktare restes på norra och högra sidan. Erfarna tränaren Brettell satte igång med att rekrytera spelare samtidigt som ansökan till Southern Football League First Division accepterades, laget var klart och nu handlade det bara om att gå ut och spela matcher. Klubbens första match spelades den 2 september 1899 mot Chatham Town. Pompey lyckades vinna matchen med 1–0 och vann därmed klubbens första match någonsin. Den lyckliga målskytten hette Harold Clarke. Tre dagar senare hade man hemmadebut på Fratton Park mot rivalen Southampton.
Första säsongen blev en succé med tanke på att klubben var ganska ny. Man vann hela 20 matcher av 28 och slutade tvåa efter Tottenham Hotspur. I FA-cupen gick det också bra med nio vinstmatcher tills Blackburn Rovers satte stopp. Brettell uttalade: Inget i fotbollens historia kan jämföras med den fenomenala resningen och de fantastiska prestationerna som vår klubb har gjort.
1901 gick Brettell till Plymouth Argyle och nästa tränare som skulle ta över blev Bob Blyth. Det blev succé direkt och 1901/02 vann man serien och faktum var att på hemmaplan var man obesegrat på tre säsonger. Klubben som skulle bryta den fina sviten var Northampton Town. Säsongen 1906/07 spelades en känd FA-cupomgång mot Manchester United. Manchester gästade Fratton Park och inför 24 329 åskådare blev det 2–2 och omspel på Old Trafford där Pompey vann med 2–1 och skrällen fullbordad. 1908/09 kom det 27 825 åskådare mot Sheffield Wednesday. 1910/11 åkte man ned till södra andradivisionen och det var första gången man åkte ur en serie.

## Steget till ligan 1911-1927
Klubben fick ekonomiska problem. Detta framtvingade bildandet av en ny klubb. Genom Mr GL Oliver, Portsmouth FC:s far, grundades Portsmouth Football Club Limited. Första världskriget satte stopp för fotbollen i England. 1920 kom laget med i Football League Third Division, som var betydligt mer glamorös och som fick uppmärksamhet i hela landet. 1920/21 kom man tolva under tränaren John McCartney. 1923/24 vann man tredjedivisionen med Willy Haines som den stora stjärnan som producerade 28 mål på 31 matcher.
1926/27 kom att bli en lycklig säsong då man äntligen gick upp till First Division. Freddy Forward, Willy Haines och Jerry Mackie bildade en stark offensiv då man gjorde runt 40 mål tillsammans. I en match krossade man Notts County med 9–1.

## Mot toppen

Klubbens ligaplaceringar från och med 1920.

Man hade problem med anpassningen i högsta serien men lyckades under debutsäsongen hålla sig kvar. Säsongen 1928/29 var svängig. Man förlorade med hela 0–10 mot Leicester City, vilket fortfarande är klubbrekord. Man lyckades ändå hålla sig kvar, men det bästa från säsongen var att man gick till FA-cupfinal för första gången mot Bolton Wanderers. En final som Bolton vann med 2–0.
1930/31 lämnade man den dystra förlusten mot Leicester City bakom sig och var nu i toppen. Man slutade på en överraskande fjärdeplats. 1933/34 gick man återigen till final i FA-cupen. Manchester United (4–1), Bolton Wanderers (3–0), Leicester City (4–1) och Birmingham City (3–0, hattrick av Jack Weddle) slogs ut, men i finalen förlorade man mot Manchester City med 1–2. Sep Rutherford gav Pompey ledningen, men Tilson var mannen som stoppade framgångarna med två mål och cupen till City.
Säsongen 1938/39 var inget lyckat år i ligan då man klarade sig kvar med liten marginal. Men i FA-cupen spelade man bättre och slog ut lag som Lincoln City, West Bromwich Albion, West Ham United och Preston North End till en semifinal mot Huddersfield Town på Highbury. Efter att ha legat under gjorde Bert Barlow och Jock Anderson varsitt mål inom loppet av några minuter och Pompey var i final. På grund av det dåliga resultatet i ligan var man nedtippade i finalen mot Wolverhampton Wanderers, som på denna tid var ett av ligans bästa lag. Wolves hade ett bättre lag på pappret, men det är inte där fotboll spelas. Pompey sade emot och vann med 4–1. Bert Barlow gjorde två mål och Jock Anderson och Cliff Parker ett.

## Ekonomiska problem och degraderingar
Den 17 maj 2008 tog man hem segern i FA-cupen för andra gången genom att besegra Cardiff City med 1–0 i finalen. Cupframgången blev dock början på en period av stora och omfattande problem. Under säsongerna som följde drog klubben på sig stora ekonomiska skulder till följd av dålig administration och misslyckade spelarköp och var stundtals mycket nära konkurs. Den dåliga ekonomin gjorde att man tvingades sälja flera av sina viktigaste spelare med uteblivna resultat som följd. Säsongen 2009/10 åkte klubben ur Premier League och säsongen 2011/12 slutade Portsmouth på en 22:a plats i The Championship och degraderades därför till League One inför säsongen 2012/13. Ytterligare en degradering följde under säsongen 2013/14 och klubben spelade då i League Two efter tre nedflyttningar på fem säsonger. Säsongen 2016/17 vann man League Two och gick upp till League One. Man blev därigenom en av få klubbar som vunnit alla de fyra högsta divisionerna i det engelska ligasystemet.
Stora framsteg har emellertid skett i klubben på ledningsnivå. Sedan 2013 är klubben skuldfri och drevs fram till 2017 av en stiftelse (Pompey Supporters Trust), som ägdes och förvaltades av klubbens supportrar. 2017 köptes klubben av det amerikanska bolaget The Tornante Company med förre Disney-chefen Michael Eisner i spetsen.

## Spelartrupp
| 1  | Österrike | Nicolas Schmid | 22 februari 1997 | Blau-Weiß Linz (-24)      |
| 30 | England   | Ben Killip     | 24 november 1995 | Barnsley (-25)            |
| 31 | Skottland | Jordan Archer  | 12 april 1993    | Queens Park Rangers (-24) |

| 2  | England    | Jordan Williams   | 22 oktober 1999   | Barnsley (-24)               |
| 3  | England    | Connor Ogilvie    | 14 februari 1996  | Gillingham (-21)             |
| 5  | Wales      | Regan Poole       | 18 juni 1998      | Lincoln City (-23)           |
| 6  | Irland     | Conor Shaughnessy | 30 juni 1996      | Burton Albion (-23)          |
| 14 | Australien | Hayden Matthews   | 19 juni 2004      | Sydney FC (-25)              |
| 17 | Skottland  | Ibane Bowat       | 15 september 2002 | Fulham (-24)                 |
| 19 | Australien | Jacob Farrell     | 19 november 2002  | Central Coast Mariners (-24) |
| 22 | England    | Zak Swanson       | 28 september 2000 | Arsenal (-22)                |
| '  | Skottland  | Tom McIntyre      | 6 november 1998   | Reading (-24)                |

| 7  | England    | Marlon Pack      | 25 mars 1991      | Cardiff City (-22)         |
| 8  | England    | John Swift       | 23 juni 1995      | West Bromwich Albion (-25) |
| 16 | Sydafrika  | Luke Le Roux     | 10 mars 2000      | IFK Värnamo (-25)          |
| 18 | Ungern     | Márk Kosznovszky | 17 april 2002     | MTK Budapest (-25)         |
| 21 | England    | Andre Dozzell    | 2 maj 1999        | Queens Park Rangers (-24)  |
| 24 | Nordirland | Terry Devlin     | 6 november 2003   | Glentoran (-23)            |
| 28 | England    | Reuben Swann     | 26 januari 2006   | Portsmouth FC              |
| '  | Guinea     | Abdoulaye Kamara | 6 november 2004   | Borussia Dortmund (-24)    |
| '  | Skottland  | Matt Ritchie     | 10 september 1989 | Newcastle United (-24)     |

| 9  | England    | Colby Bishop      | 4 november 1996   | Accrington Stanley (-22) |
| 10 | Australien | Adrian Segecic    | 1 juni 2004       | Sydney FC (-25)          |
| 11 | Frankrike  | Florian Bianchini | 25 juni 2001      | Swansea City (-25)       |
| 20 | Australien | Thomas Waddingham | 5 april 2005      | Brisbane Roar (-25)      |
| 23 | England    | Josh Murphy       | 24 februari 1995  | Oxford United (-24)      |
| 29 | England    | Harvey Blair      | 14 september 2003 | Liverpool (-24)          |
| 47 | Sydkorea   | Yang Min-hyeok    | 16 april 2006     | Tottenham Hotspur (-25)  |
| 49 | England    | Callum Lang       | 8 september 1998  | Wigan Athletic (-24)     |

Not: Spelare i kursiv stil är inlånade.

### Utlånade spelare
| Nr | Land    | Pos | Namn                                           |
| -- | ------- | --- | ---------------------------------------------- |
| 33 | England | MV  | Toby Steward (i St Johnstone till 31 maj 2026) |

| Nr | Land    | Pos | Namn                                         |
| -- | ------- | --- | -------------------------------------------- |
| 41 | England | MF  | Harry Clout (i Farnborough till 31 maj 2026) |

## Svenska spelare
| Namn             | Årtal     | Matcher | Mål |
| ---------------- | --------- | ------- | --- |
| Dan Ekner        | 1949–1950 | 4 ?     | ?   |
| Mathias Svensson | 1996–1998 | 45      | 10  |

Notera att endast ligamatcher är medräknade